# Eneko Undabarrena Ubillo
Eneko Undabarrena Ubillo (nascut el 10 de març de 1993) és un futbolista basc que juga com a migcampista al CF Intercity.

## Carrera de club
Nascut a Bilbao, Biscaia, País Basc, Undabarrena va debutar com a sènior amb el Santutxu FC el 2012, a la Tercera Divisió. El 2014, després d'un any al JD Somorrostro a les lligues regionals, va passar directament a Segona Divisió B amb la SD Amorebieta.
L'11 de juliol de 2016, Undabarrena va fitxar per la SD Leioa també de tercera divisió. El 8 de gener de 2018 va arribar a un acord amb el CD Mirandés, però el 20 de juliol es va traslladar al Burgos CF a la mateixa categoria, amb un contracte de dos anys.
Undabarrena es va convertir en titular habitual dels burgalesos, i va ajudar en l'ascens a Segona Divisió el 2021 com a capità de l'equip amb dos gols en 25 partits (play-off inclòs). Va fer el seu debut professional als 28 anys el 15 d'agost d'aquell any, començant com a titular en un empat 0-1 fora de casa contra l'Sporting de Gijón.
El 4 de juliol de 2022, Undabarrena va signar un contracte de dos anys amb el nouvingut a la Primera Federació, CF Intercity.

## Vida personal
L'any 2012, mentre jugava al Santutxu, Undabarrena va ser un dels jugadors escollits de The Chance de Nike a la seva ciutat natal. No està relacionat amb el seu company Iker Undabarrena, que també juga de migcampista.